# Gulbröstad ikteria
Gulbröstad ikteria (Icteria virens) är en nordamerikansk tätting som länge betraktats som en avvikande skogssångare men som nu allt oftare placeras i den egna familjen Icteriidae.

## Kännetecken

### Utseende
Gulbröstad ikteria är en relativt stor tätting med en kroppslängd på 17-19 centimeter. När den tidigare placerades bland skogssångarna i Parulidae var den dubbelt så stor som den näst största arten i familjen. Den har även en längre stjärt och kraftigare näbb. Dräktsmässigt kännetecknas den av enfärgat olivgrå ovansida, vita "glasögon" runt ögat och starkt lysande gul strupe och gult bröst.

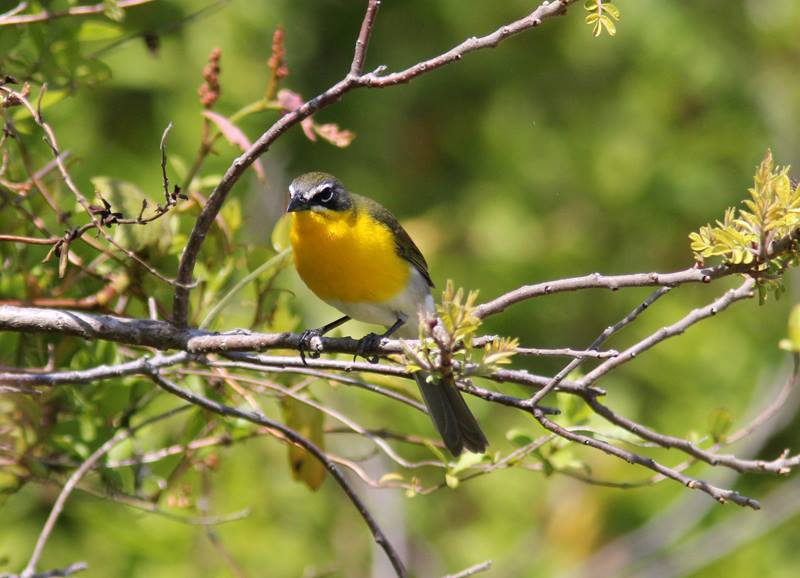
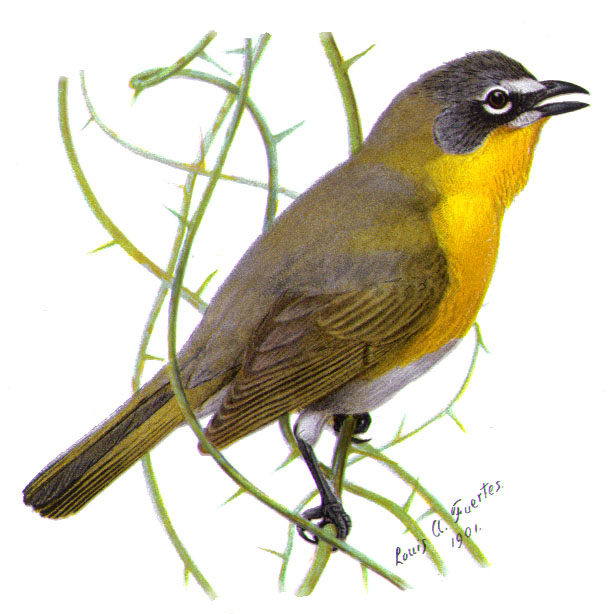

### Läten
Fågeln har en mycket varierad repertoar av läten, ömsom fylliga och melodiska visslingar, ömsom hårda och vassa toner. Ofta avges lätena antingen en i taget eller i serier om upp till 10. Den kan även härma andra fåglar.

## Utbredning och systematik

Artens utbredningsområde.
Häckningsområde
Migration
Övervintringsområde

Gulbröstad ikteria delas in i två till tre underarter med följande utbredning:
- Icteria virens virens – häckar från norra, centrala och östra USA till Florida
- Icteria virens auricollis – häckar från södra British Columbia till Baja och norra Mexiko

Vintertid flyttar arten så långt söderut som till Panama. Vissa auktoriteter behandlar häckningspopulationen i nordvästra Mexiko som underarten I. v. tropicalis.

### Systematik
Fågeln placeras som ensam art i släktet Icteria. Tidigare har den oftast placerats i familjen skogssångare med det svenska trivialnamnet trastskogsångare. Sentida genetiska studier indikerar dock att den är närmare släkt med familjen trupialer. Numera har arten därför lyfts ur familjen skogssångare och antingen förts till trupialerna alternativt, som här, placerats i den egna familjen Icteriidae.

## Ekologi
Gulbröstad ikteria återfinns i öppna och soliga miljler som övergivna jordbruksmarker, kraftledningsgator, hyggen och skogsbryn där den lever ett tillbakadraget liv i täta snår och häckar. Den ses sällan i flykten annat än när den raskt tar sig från ett snår till ett annat. Under våren kan man dock få syn på hanen när den gör sin sångflykt, med långsamma vingslag och sänkt stjärt.

### Häckning
Under häckningssäsongen är den monogam, men vissa hanar kan ha två honor. DNA-studier visar även att ungar i samma kull ibland kan ha flera olika pappor- Honan bygger boet och ruvar de tre till sex äggen i tio till tolv dagar, medan båda föräldrarna hjälps åt att mata ungarna.

### Föda
Arten lever huvudsakligen av spindlar och insekter som den fångar från de täta buskagens lövverk och håler fast med fötterna. Den kan också inta frukt och bär, som smultron, blåbär, björnbär, fläderbär och vilda druvor. Ungarna matas med larver, gräshoppor och andra mjuka insekter.

## Status och hot
Arten har ett stort utbredningsområde och en stor population, men tros minska i antal, dock inte tillräckligt kraftigt för att anses vara hotad. Utifrån dessa kriterier kategoriserar internationella naturvårdsunionen IUCN arten som livskraftig (LC). Beståndet uppskattas till 17 miljoner vuxna individer.